# Красноградский мясокомбинат
Красноградский мясокомбинат (укр. Красноградський м'ясокомбінат) — предприятие пищевой промышленности в городе Красноград Харьковской области.

## История
Предприятие было создано в 1972 году в соответствии с девятым пятилетним планом развития народного хозяйства СССР.
В советское время мясокомбинат являлся третьим по объему производства в Харьковской области и в 1991 году выпускал до 30 тонн колбас в сутки. Вместе с шестью другими мясокомбинатами области, Харьковским птицекомбинатом и 17 обеспечивавшими их деятельность заготовительными совхозами он входил в состав Харьковского областного производственного объединения мясной промышленности и являлся одним из ведущих предприятий города.
После провозглашения независимости Украины мясокомбинат был передан в коммунальную собственность Харьковской области. В дальнейшем, государственное предприятие было преобразовано в открытое акционерное общество и в 2000 году остановило производственную деятельность.
В 2002 г. акционером мясокомбината стало ОАО "Мегабанк". После завершения процедуры санации предприятия в 2004 году, "Мегабанк" инвестировал в мясокомбинат около 9 млн. гривен (в т.ч., 6,5 млн. гривен прямых инвестиций на проведение ремонтно-строительных работ и приобретение оборудования), а также погасил 2,5 млн. гривен задолженности по зарплате и налоговым платежам. В сентябре 2004 года начал работу забойный цех, который с октября 2004 года начал выпуск фасованной говядины и свинины, а также субпродуктов, шкур и кишечного полуфабриката. Всего в 2004 году комбинат произвёл продукции на 729 тыс. гривен.
Во втором полугодии 2005 года был восстановлен колбасный цех.
В сентябре 2006 года проектная мощность комбината обеспечивала возможность производства до 8 т мясной продукции 32 наименований в сутки (основной продукцией являлись варёные, полукопчёные и варёно-копчёные колбасы, а также сосиски и сардельки).
Начавшийся в 2008 году экономический кризис осложнил положение предприятия, которое было реорганизовано в закрытое акционерное общество. В дальнейшем, положение предприятия стабилизировалось, и в апреле 2011 года производственные мощности комбината обеспечивали возможность производства 2 - 2,5 тонн колбасных изделий в сутки.